# Ветеран труда (звание)
Ветеран труда — почётное звание в Российской Федерации, отмечающее людей за добросовестный многолетний труд.
В разговорном языке термин «Ветеран труда» употребляется как синоним термина «человек, долгие годы работавший».
Почётное звание «Ветеран труда» установлено впервые в Российской Федерации после вступления в силу Федерального закона от 12.01.1995 № 5-ФЗ «О ветеранах».

## Звание в СССР
В СССР звания «Ветеран труда» не существовало.
В СССР с 1974 года существовала медаль «Ветеран труда», награждение которой было мерой морального поощрения и не давало до 1995 года прав на какие-либо льготы или выплаты. Начиная с 1995 года звание Ветеран труда (и соответствующие льготы) стало присваиваться гражданам РФ, имевшим государственные награды, либо почетные звания СССР, либо ведомственные знаки отличия (по перечню, утверждаемому Правительством РФ) и трудовой стаж 25 лет для мужчин и 20 лет для женщин.
Ранее было широко распространено присвоение звания «Ветеран труда» рабочим и сотрудникам конкретных предприятий. Звание «Ветеран труда» обычно присваивалось сотрудникам, непрерывно проработавшим на предприятии от 10 до 15 лет. Сотрудникам, проработавшим на предприятии более 25 лет, обычно присваивалось звание «Заслуженный ветеран труда» или «Почётный ветеран труда». Вместе с присвоением звания чаще всего вручался знак ветерана труда данного предприятия. Порядок присвоения таких почетных званий и соответствующие меры поощрения регулировались ведомственными актами и актами предприятий.

## Звание в России
Согласно Федеральному закону «О ветеранах», звание «Ветеран труда» присваивается гражданам Российской Федерации, награждённым орденами или медалями СССР или Российской Федерации, либо удостоенным почётных званий СССР или Российской Федерации, либо награждённым почётными грамотами Президента Российской Федерации или удостоенным благодарности Президента Российской Федерации, либо награждённым ведомственными знаками отличия за заслуги в труде (службе) и продолжительную работу (службу) не менее 15 лет в соответствующей сфере деятельности (отрасли экономики) и имеющим трудовой (страховой) стаж, учитываемый для назначения пенсии, не менее 25 лет для мужчин и 20 лет для женщин или выслугу лет, необходимую для назначения пенсии за выслугу лет в календарном исчислении; лицам, начавшим трудовую деятельность в несовершеннолетнем возрасте в период Великой Отечественной войны и имеющим трудовой стаж не менее 40 лет для мужчин и 35 лет для женщин (ст. 7 п. 1 ч. 2 Федеральный закон «О ветеранах» от 12.01.1995 N 5-ФЗ).
За гражданами, которые по состоянию на 30 июня 2016 года награждены ведомственными знаками отличия в труде, сохраняется право на присвоение звания «Ветеран труда» при наличии трудового (страхового) стажа, учитываемого для назначения пенсии, не менее 25 лет для мужчин и 20 лет для женщин или выслуги лет, необходимой для назначения пенсии за выслугу лет в календарном исчислении (Федеральный закон от 29.12.2015 N 388-ФЗ). Ведомственные награды, присвоенные с 01.07.2016 года, учитываются в случае, если они присвоены в соответствии с постановлением Правительства РФ от 25.06.2016 N 578 руководителем федерального госоргана (до 01.07.2016 право на присвоение наград низших степеней от лица федерального госоргана предоставлялось также руководителям региональных подразделений федеральных органов, а в ряде случаев — и районных).
По достижении пенсионного возраста ветеранам труда предоставляется право на льготы и дополнительные меры социальной поддержки (или на получение их денежного эквивалента), устанавливаемые по решениям законодательных органов субъектов РФ за счёт средств соответствующих бюджетов. При принятии законодательными органами субъектов Российской Федерации решений, устанавливающих льготы и дополнительные меры социальной поддержки ветеранов труда, за основу, как правило, принимается их перечень, ранее установленный в первой редакции Федерального закона «О ветеранах», позднее изменённой с учётом разграничения сфер ответственности Российской Федерации и субъектов Российской Федерации за финансирование его отдельных статей.
Согласно поправкам от 19 декабря 2005 года, порядок и условия присвоения звания «Ветеран труда» определяются субъектами Российской Федерации.
Многие субъекты Российской Федерации учредили на своей территории дополнительное ветеранское звание, в названии которого содержится наименование субъекта, например: «Ветеран труда Республики Марий Эл», «Ветеран труда Нижегородской области» и т. д. Основания для присвоения таких званий, как правило, несколько отличаются от установленных Федеральным законом «О ветеранах»: например, звания могут выдаваться лицам, удостоенным государственных наград соответствующего субъекта федерации либо может предъявляться требование к наличию трудового стажа на территории соответствующего субъекта федерации.
Доплата (в размере денежного эквивалента льгот и дополнительных мер социальной поддержки) за звание «ветеран труда» на начало 2016 года уже на протяжении минимум шести лет составляла 495 рублей. Выплачивается ежемесячно органами Пенсионного фонда Российской Федерации.

## Когда могут отказать в присвоении звания
Бывают такие случаи, когда учреждение вынуждено отклонять заявление по ряду причин:
- если ветеран не удовлетворяет указанным в законе требованиям (по уровню полученных наград, подтверждённому трудовому статусу);
- территориальный орган Москвы имеет полное право отказать соискателю в приёме документов, если человек не зарегистрирован в столице;
- у подаваемых документов истёк срок юридической силы;
- обнаружен факт подделки сведений или в бумагах указана информация, не соответствующая действительности

Когда отделение соцзащиты отказывает в присвоении почётного статуса, учреждение письменно информирует о причинах решения. Оно письменно доказывает правомерность действий, ссылаясь на государственные законы и указывая основание для отказа.